# Baleno (avviso)
Il Baleno è stato un avviso ed un trasporto a ruote della Regia Marina.

## Storia
Impostata nei cantieri londinesi di Millwall come piroscafo inglese Fairy Queen, la nave venne acquistata dalla Marina dittatoriale siciliana di Giuseppe Garibaldi, che intendeva farne una nave da guerra, e varata nel 1860. Nata nel frattempo la Regia Marina e sciolta la Marina dittatoriale siciliana, il piroscafo, trasformato in avviso, ribattezzato Baleno ed armato con due cannoni da 200 mm, entrò in servizio per la nuova forza armata il 17 marzo 1861: si trattò di una delle prime navi italiane con scafo in ferro.
Già il 14 giugno 1863, tuttavia, il piccolo e scarsamente armato Baleno venne riclassificato trasporto di II classe. Tra il 1865 ed il 1866 la nave venne sottoposta a lavori di rifacimento delle macchine, la cui potenza venne portata a 340 HP. Tra il 1869 ed il 1873 il Baleno effettuava servizio di trasporto truppe e materiali tra Genova e La Spezia.
La vita operativa dell'unità fu sostanzialmente priva di eventi significativi. Declassato dal 1º luglio 1877 a nave di uso locale (con compiti che la portarono, tra il 1878 ed il 1886, tra l'altro, a Messina, Brindisi e Venezia, oltre che, con funzioni di rappresentanza, in Dalmazia), il Baleno ebbe nel 1878 l'armamento ridotto a due cannoni da 80 mm.  
Tra il 1879 ed il 1881 la nave era stazionaria a Costantinopoli, e nell'agosto del 1879 una sua scialuppa vinse il primo premio ad un regata internazionale al largo dell'isola dei Principi, nel Mar di Marmara.
In seguito a nuovi lavori, nel 1890, l'armamento venne ulteriormente ridimensionato a due piccoli pezzi da 37 mm.
Il Baleno rimase in servizio sino al 10 marzo 1907, quando venne radiato. La demolizione venne eseguita nel corso dello stesso anno.